# アイコクアルファ
アイコクアルファ株式会社（英: AIKOKU ALPHA CORPORATION. ）は、愛知県稲沢市に本社を置く自動車部品メーカー。

## 概要
1943年（昭和18年）設立の自動車部品メーカーで自動車用精密冷間鍛造部品の製造を行うCF事業部、ハンドクレーンの製造を行うRH事業部、航空機部品の製造を行うAP事業部、CAD/CAMシステムの開発・販売を行うMS事業部がある。
また、株式会社ライトウェル、株式会社ディアイスクエアと共にPLM/CATIAに関連する情報を共有するウェブサイト「PLM/CATIAポータル」の運営も行っている。

## 沿革
- 1943年（昭和18年） - 「愛国工業株式会社」として設立。
- 1968年（昭和43年） - 「アイコク工業株式会社」に商号を変更。
- 1992年（平成4年） - 「アイコクアルファ株式会社」に商号を変更。
- 1995年（平成7年） - AEC AP事業部がISO 9002認証を取得。
- 1997年（平成9年） - AP事業部がD1-9000Rev.A認証をCF事業部がQS-9000認証を取得。
- 2002年（平成14年） - アイコクアルファエンジニアリングと合併。ISO 14001認証を取得。
- 2006年（平成18年） - AP事業部がJIS Q 9100認証を取得。
- 2007年（平成19年） - RH事業部がCEマーキングをAP事業部がTS 16949認証をそれぞれ取得。AP事業部が「TS16949」の認証取得。
- 2010年（平成22年）- 東京営業本部が新社屋にて営業開始。
- 2011年（平成23年） - MRJの部品加工開始。日本初のCATIA V6 GVA改定契約を締結。
- 2012年（平成24年） - 稲沢市と災害時における協定書を締結。米国・GMより年間優良品質賞を受賞。
- 2016年（平成28年） - アイシン・エィ・ダブリュ、マツダ、トヨタ自動車、日野自動車の各社より品質表彰を受賞。
- 2017年（平成29年） - 第64回「大河内記念生産賞」を受賞。

## 事業所
- 本社・本社工場（愛知県稲沢市）
- 山崎工場（愛知県稲沢市）
- 一宮工場・名古屋営業本部（愛知県一宮市）
- 東京営業本部（千葉県柏市）
- 大阪営業本部（大阪府摂津市）
- 横浜営業所（神奈川県横浜市都筑区）
- 小倉営業所（福岡県北九州市小倉南区）
- 福岡営業所（福岡県福岡市博多区）
- 関東出張所（埼玉県行田市）

## 関連会社
- アイコクアルファ エイチティー株式会社
- アイコクアルファ運輸有限会社
- アイコクアルファ開発有限会社
- アイコクアルファオート有限会社
- アイコクアルファリース有限会社